# Großpösna
Großpösna è un comune di 5.474 abitanti della Sassonia, in Germania.
Appartiene al circondario (Landkreis) di Lipsia (targa L).
Ci è nato l'ex calciatore Günter Busch.